# Васюченко, Ирина Николаевна
Ири́на Никола́евна Васюче́нко (родилась 9 марта 1946 Харьков, СССР) — русская писательница, поэтесса, литературный критик, прозаик, переводчица, редактор.

## Жизнь и творчество
Родилась на Украине в Харькове в семье служащего. Выросла под Москвой. В 1965 году поступила на филологический факультет Московского государственного университета и окончила его в 1970 году. До 1980 года работала редактором в московских научно-исследовательских институтах.
Её первая литературно-критическая публикация появилась в журнале «Детская литература» в 1976 году. Позднее печаталась в качестве критика в журналах «Октябрь», «Знамя», «Новый мир», «Литературное обозрение» и др.
В общей сложности опубликовала более 80 критических работ.
В качестве переводчика с французского языка вместе с соавтором переводов и своим мужем Георгием Зингером с 1994 года опубликовала романы Александра Дюма-отца, произведения Андре Моруа, Мишеля Уэльбека, Амина Маалуфа, Блеза Сандрара, Дидье ван Ковеларта, Жильбера Синуэ, К. Комбаза, Жюля Верна, Жоржа Сименона, Нэнси Хьюстон, Эли Визеля, Леклезио, Гюстава Флобера, Анри Труайя, Андре Шварц-Барта, Жана Ролена, Патрика Рамбо.
С 1987 года Ирина Васюченко состояла членом Союза писателей СССР. Ныне — член Союза писателей Москвы и с 2005 года — член гильдии «Мастера литературного перевода». После репатриации в Израиль вступила в «Союз русскоязычных писателей» страны.
Как прозаик впервые выступила в журнале «Дружба народов» под псевдонимом Н. Юченко с повестью «Лягушка в молоке», 1997, № 10. В дальнейшем печаталась без псевдонимов. Затем появилась серия повестей и романов, объединенных одним центральным персонажем: повесть «Автопортрет со зверем», журнал «Континент», № 96, 1998 год; повесть «Искусство однобокого плача», журнал «Континент», № 107, 2001 год; роман «Отсутственное место, или Приключения дуры», альманах «Ковчег», Ростов-на-Дону, 2006, № 9, 10, роман «Деточка», издательство «Текст», 2007 год и роман «Беда под камнем», издательство «Три квадрата», 2012 год. Кроме этого в 2009 году в издательстве «Текст» вышел роман «Голубая акула».
Повесть «Лягушка в молоке» выдвигалась на Букеровскую премию 1998 года. Позднее она была переработана в роман «Полуостров Робинзона» и опубликована в 19 и 20 номерах альманаха «Ковчег» за 2008 год. В 2019 году «Полуостров Робинзона» вышел книгой в Тель-Авиве, в издательстве Хелен Лимоновой. Там же опубликованы повесть «Они» (2018), роман «Отсутственное место» (2020), «Последний медведь. Две повести и рассказы» (2021), а также книга «Елена Ильзен», где Васюченко — составитель и автор нескольких вошедших туда текстов.
Ирине Васюченко принадлежит также монография «Жизнь и творчество Александра Грина», написанная в начале 1990-х, но опубликованная позже (в 13 номере альманаха «Ковчег» в 2007 году под названием «Одинокий игрок»). Сборник стихов «Гунделки» Васюченко опубликовала в Интернете. Помимо названной публикации об Александре Грине в журнале «Детская литература» в 1992 году вышла её работа «Весть с воли: Заметки о прозе А. Грина». В 2010 году в журнале «Знамя» появился её очерк «Григорий Канович. Очарование сатаны».
На Радио «Свобода» в 2007 году выступила вместе с Георгием Зингером в программе Якова Кротова «С христианской точки зрения», посвящённой русскому и французскому атеизму.
Ирина Васюченко живёт в Москве и в Хайфе.

### Книги

#### Оригинальные произведения
- Деточка: Роман. М.: Текст, 2008. 384 с. Тираж 1500 экз. ISBN 978-5-7516-0709-8;
- Голубая акула: Роман. М.: Текст, 2009. 416 с. Тираж 1500 экз. ISBN 978-5-7516-0783-8;
- Беда под камнем: Роман. М.: Три квадрата, 2012. 368 с. ISBN 978-5-94607-170-3;
- Они: Повесть. Т.-А. Издательский дом Helen Limonova, 2018; 237 с.
- Полуостров Робинзона: Роман. Т.-А. Издательский дом Helen Limonova, 2019; 236 с.
- Отсутственное место: Роман. Т.-А. Издательский дом Helen Limonova, 2020; 296 с. ISBN 978-965-92801-31
- Елена Ильзен: Художественно-публицистический сборник. Т.-А. Издательский дом Helen Limonova, 2020. 145 с. ISBN 978-965-92801-6-2
- Последний медведь. Две повести и рассказы. Т.-А. — Хайфа. Издательский дом Helen Limolova, 2021. 418 с. ISBN 978-965-7781-46-3
- Одинокий игрок. Заметки об Александре Грине. Издательский дом Helen Limonova. Израиль. 2022. 123 с. ISBN 978-965-7781-75-3
- Гунделки. Сборник стихов в соавторстве с Георгием Зингером. Хайфа. 2022. 215 с. @nesgoldstein ISBN 978-5-907596-08-5
- Хромые на склоне. Повесть. Издательский дом Helen Limonova. Израиль. 2023. 360 с. ISBN 978-965-7846-02-5

#### Переводы
- Амин Маалуф. — Скала Таниоса. (Le Rocher de Tanios). Переводчики: Ирина Васюченко, Георгий Зингер. Серия: «Мастера. Современная проза». — АСТ, Ермак, 2003. 304 стр. Тираж 5000 экз. ISBN 5-17-009222-9, ISBN 5-9577-0273-0;
- Гюстав Флобер. — Первое «Воспитание чувств». Роман. (Gustave Flaubert. L’éducation sentimentale). Серия «Квадрат». Перевод с французского И. Васюченко, Г. Зингера. — Текст, 2005. 381 стр. 1500 экз. ISBN 5-7516-0475-X;
- Блез Сандрар. — Принц-потрошитель, или Женомор. (Moravagine). Серия: «Квадрат». Переводчики: Георгий Зингер, Ирина Васюченко. Издательство: Текст, 2005. 366 стр. Тираж 3500 экз. ISBN 5-7516-0522-5;
- Анри Труайя. — Палитра сатаны. Рассказы. (Henri Troyat. L'éternel contretemps). Серия «Квадрат». Перевод с французского И. Васюченко, Г. Зингера. — М.: Текст, 2006. 317 стр. 3000 экз. ISBN 5-7516-0555-1;
- Патрик Рамбо. — Кот в сапогах. (Le chat botte). Переводчики: Ирина Васюченко, Георгий Зингер. — Текст, 2009. Серия: Первый ряд. 384 с. Тираж 2000 экз. ISBN 978-5-7516-0746-3;
- Патрик Рамбо. — Хроника царствования Николя I. (Chronique du regne de Nicolas I). Переводчики: Ирина Васюченко, Георгий Зингер. — Текст, 2009. Серия: Первый ряд. 192 с. Тираж 3000 экз. ISBN 978-5-7516-0831-6;
- Жан Ролен. — …А вослед ему мёртвый пёс. По всему свету за бродячими собаками. (Un chien mort apres lui). Переводчики: Ирина Васюченко, Георгий Зингер. — Текст, 2010. 256 стр. Тираж 3000 экз. ISBN 978-5-7516-0928-3;
- Мишель Уэльбек. — Элементарные частицы. (Les particules elementaires). Переводчики: Ирина Васюченко, Георгий Зингер. — Азбука, Азбука-Аттикус, 2011. Серия: Прочесть обязательно! 384 стр. Тираж 5000 экз. ISBN 978-5-389-00056-8;
- Шварц-Барт, Андре. — Утренняя звезда. Роман. (Andre Schwarz-Bart. L’etoile du matin). Серия «Проза еврейской жизни». Перевод с французского И. Васюченко, Г. Зингера. — Текст, 2011. 281 с. 3000 экз. ISBN 978-5-7516-0943-6;
- Дидье ван Ковеларт. — Чужая шкура. (Corps étranger). Переводчики: Ирина Васюченко, Георгий Зингер. — АСТ, Астрель, 2010. 480 c. ISBN 5-17-069401-6, ISBN 978-5-17-069401-3
- Дидье ван Ковеларт. — Условно освобожденная. (La demi-pensionnaire). Переводчики: Ирина Васюченко, Георгий Зингер. — АСТ, 2006. 256 с. ISBN 5-17-035125-9, ISBN 5-9713-2216-8, ISBN 5-9578-3660-5, ISBN 985-13-5342-6; тираж 5000 экз.
- Лиштенан Ф-Д. — Елизавета Петровна. Императрица, не похожая на других. (Elisabeth De Russie). — АСТ Астрель, 2012.ISBN 978-5-17-065491-8 — 644 с.
- Нэнси Хьюстон. — Дольче агония. (Dolce Agonia). — Текст, 2003. ISBN 5-7516-0351-6
- Нэнси Хьюстон. — Линии разлома. (Lignes de faille). Переводчики: Ирина Васюченко, Георгий Зингер, Елена Клокова. — Текст, 2006. ISBN 978-5-7516-0786-9; 416 c. 2000 экз.
- Кристиан Комбаз. — Властелин Урании. (Le seigneur d’Uranie). — АСТ. ISBN 5-17-027085-2, ISBN 5-9660-0815-9 320 с. 2002. 2000 экз.
- Андре Моруа. — Инстинкт счастья. Сентябрьские розы.(L’inctinct du bonheur. Les Roses de Septembre). — Согласие, 2001. ISBN 5-86884-119-0; 328 с.
- Жильбер Синуэ. — Порфира и олива. (La Pourpre et l’Olivier) — АСТ. 2006. ISBN 5-17-036589-6, ISBN 5-9713-2209-5, ISBN 5-9578-3983-3 378 с.
- Ж. М. Г. Леклезио. —Праздник заклятий. (La fête chantée). — Флюид. 2009. ISBN 978-5-98358-242-2
- Александр Дюма. — Исаак Лакедем. (Isaac Laquedem). Переводчики: Ирина Васюченко, Георгий Зингер. — Интрейд Корпорейшн. 2001. ISBN 5-7827-0027-0;
- Александр Дюма. — Адская бездна. Бог располагает. (Le trou de l’enfer. Dieu dispose). — Клуб семейного досуга. 2011 ISBN 978-5-9910-1461-8; 960 с.
- Александр Дюма. — Исповедь фаворитки (Souvenirs d’une favorite). — Клуб семейного досуга. 2010 ISBN 978-5-9910-1089-4; 784 с.
- Александр Дюма. — Олимпия Клевская. (Olympe de Clevès) — Интрейд Корпорейшн. 2012. ISBN 978-5-7827-0137-6; 832 с.
- Александр Дюма. — Чёрный тюльпан. Учитель фехтования. (La tulip noire. Le maitre d’armes). Серия: Золотая библиотека приключений. Переводчики: Георгий Зингер, Ирина Васюченко. — Книжный клуб «Клуб семейного досуга». Харьков, Книжный клуб «Клуб семейного досуга». Белгород, 2012. 416 с. Тираж 47000 экз. ISBN 978-5-9910-2163-0, ISBN 978-5-9910-1598-1, ISBN 978-966-14-3666-4, ISBN 978-966-14-1318-3;

### Журнальные публикации. Проза и стихи
- Лягушка в молоке. // Дружба народов, 1997, № 10;
- Автопортрет со зверем. Повесть. // Континент, 1998, № 96;
- Искусство однобокого плача. // Континент, 2001, № 107;
- Одинокий игрок. Повесть об Александре Грине. (Первоначальное название: Жизнь и творчество Александра Грина). // Альманах «Ковчег», Ростов-на-Дону, 2007, № 13;
- Отсутственное место, или Приключения дуры. Роман. // Альманах Ковчег, Ростов-на-Дону, 2006, № 9, 10;
- Полуостров Робинзона. Роман. // Альманах Ковчег, Ростов-на-Дону, 2008 № 20, 21.
- Текла и Фекла Иронические строки. // Альманах Ковчег, Ростов-на-Дону, 2013, № 39.
- Хромые на склоне. Эмигрантские записки // Альманах Ковчег, Ростов-на-Дону, 2014, № 44.

### Журнальные публикации. Критика
- Игра взаправду: Заметки о сказках Э. Успенского. // Детская литература, 1984. № 2. С. 22-27.
- Узнать человека. Заметки о документальной прозе // Октябрь, 1985. — № 12. С. 179—188;
- Приглашение к стулу. // Литературное обозрение. 1989. № З. С. 108—110;
- Отвергнувшие воскресение. Заметки о творчестве Аркадия и Бориса Стругацких. // Знамя. 1989. № 5. С. 216—226;
- Дом над пропастью: Заметки о прозе Ф.Искандера // Октябрь, 1988, № 3;
- Чтя вождя и армейский устав: Заметки о В.Войновиче // Знамя, 1989, № 9;
- Смех и мудрость бродяги: Заметки о Повести о Ходже Насреддине Л.Соловьева // Детская литература, 1993, № 12;
- Больше, чем храм и мастерская: Заметки о Золотой розе К.Паустовского) // Литературная учёба, 1985, № 6.
- Граждане ночью и кое-что о кролике // Урал, 1993, № 4.
- Сила и бессилие действия // Ашхабад, 1989. № 9. С. 81—84;
- На повороте: Заметки о прозе журналов Пионер и Костёр (в том числе о повести Ю. Коваля: Промах гражданина Лошакова) //Детская литература. 1990. № 5. С. 25;
- Арлекин против Кощея: Заметки о прозе Сигизмунда Кржижановского // Новый мир, 1990. № 6. С. 264—266;
- Старик и горе // Ашхабад, 1991. № 9. С. 91-95; № 10. С 87—94;
- Весть с воли: Заметки о прозе А. Грина. // Детская литература. 1992. № 1. С. 44-50;
- Из колдовства и обломков: Заметки о книгах Ю. Коваля // Детская литература. 1992. № 11—12. С. 11—14;
- Игра и тайна: Сказки XX века. Текст. // Детская литература. 1994. № 4. С. З—9;
- Дар беспечности. Заметки о детских стихах и прозе В. Лунина. // Детская литература. 1995. № 1—2. — С. 11;
- Григорий Канович. Очарование сатаны. // Знамя, 2010, № 5.